# Port St. Lucie Open 1984
Il Port St. Lucie Open 1984 è stato un torneo di tennis giocato sul cemento indoor. È stata la 2ª edizione del torneo, che fa parte del Virginia Slims World Championship Series 1984. Si è giocato a Port St. Lucie negli USA, dal 31 dicembre 1984 al 6 gennaio 1985.

## Campionesse

### Singolare
Catarina Lindqvist ha battuto in finale  Terry Holladay con il punteggio di 6–3, 6–1

### Doppio
Betsy Nagelsen /  Paula Smith hanno battuto in finale  Christiane Jolissaint /  Marcella Mesker con il punteggio di 6–3, 6–4